# HB Køge Support
HB Køge Support (også kendt som Svanerne) er HB Køges officielle fanklub. Fanklubben blev stiftet i 2009 i samarbejde med HB Køge.

## Fodnoter
1. ↑  "Pressemeddelelse: De Stribede og Hærfuglene går sammen med HB Køge". Arkiveret fra originalen 4. marts 2016. Hentet 26. maj 2012.